# Alain Roca
Alain Roca (ur. 7 września 1976 w Hawanie) – kubański siatkarz, grający na pozycji rozgrywającego i przyjmującego. Wielokrotny reprezentant Kuby.

## Sukcesy klubowe
Puchar Włoch:
- 1999

Puchar Europy Zdobywców Pucharów:
- 1999

Mistrzostwo Brazylii:
- 2010

## Sukcesy reprezentacyjne
Liga Światowa:
- 1998
- 1997, 1999

Mistrzostwa Ameryki Północnej, Środkowej i Karaibów:
- 1997, 2001
- 1999

Puchar Ameryki:
- 2000, 2001
- 2001
- 1998

Mistrzostwa Świata:
- 1998

Igrzyska Panamerykańskie:
- 1999

Puchar Świata:
- 1999

Puchar Wielkich Mistrzów:
- 2001

## Nagrody indywidualne
- 1996: Najlepszy zagrywający Ligi Światowej
- 2001: Najlepszy rozgrywający Mistrzostw Ameryki Północnej, Środkowej i Karaibów
- 2001: Najlepszy rozgrywający Pucharu Ameryki
- 2001: Najlepszy rozgrywający Pucharu Wielkich Mistrzów